# Eleições legislativas de 2009 em Beja

## Resultados Oficiais
| Partido                 | Partido                        | Votos  | %               | +/-   |
| ----------------------- | ------------------------------ | ------ | --------------- | ----- |
|                         | Partido Socialista             | 5 979  | 31,88 / 100,00  | 16,93 |
|                         | Coligação Democrática Unitária | 5 227  | 27,87 / 100,00  | 4,51  |
|                         | Partido Social Democrata       | 3 109  | 16,58 / 100,00  | 2,87  |
|                         | Bloco de Esquerda              | 2 182  | 11,64 / 100,00  | 5,56  |
|                         | CDS – Partido Popular          | 1 303  | 6,95 / 100,00   | 3,03  |
|                         | PCTP/MRPP                      | 220    | 1,17 / 100,00   | 0,14  |
|                         | Outros                         | 215    | 1,17 / 100,00   |       |
| Votos Inválidos         | Votos Inválidos                | 517    | 2,75 / 100,00   | 0,54  |
| Total                   | Total                          | 18 752 | 100,00 / 100,00 |       |
| Eleitorado/Participação | Eleitorado/Participação        | 30 887 | 60,71 / 100,00  | 4,50  |
| Fonte                   | Fonte                          | [ 1 ]  | [ 1 ]           | [ 1 ] |

## Resultados por Freguesia
Os resultados seguintes referem-se aos partidos que obtiveram mais de 1,00% dos votos:
| Freguesia                   | %     | %     | %     | %     | %     | %    | Votantes |
| Freguesia                   | PS    | CDU   | PSD   | BE    | CDS   | PCTP | Votantes |
| --------------------------- | ----- | ----- | ----- | ----- | ----- | ---- | -------- |
| Albernoa                    | 35,57 | 41,83 | 8,28  | 6,26  | 3,58  | 2,01 | 447      |
| Baleizão                    | 16,73 | 55,22 | 6,29  | 16,55 | 2,16  | 0,54 | 556      |
| Beja (Salvador)             | 32,78 | 21,21 | 19,13 | 13,30 | 7,95  | 0,93 | 3 121    |
| Beja (Santa Maria da Feira) | 30,79 | 25,77 | 16,37 | 14,54 | 6,68  | 1,06 | 1 692    |
| Beja (Santiago Maior)       | 29,68 | 29,98 | 14,08 | 14,91 | 7,07  | 0,96 | 3 763    |
| Beja (São João Baptista)    | 28,10 | 14,09 | 31,42 | 11,30 | 10,36 | 0,54 | 3 698    |
| Beringel                    | 38,13 | 29,40 | 12,05 | 7,13  | 8,00  | 0,86 | 813      |
| Cabeça Gorda                | 36,54 | 42,82 | 7,71  | 4,98  | 4,03  | 1,90 | 843      |
| Mombeja                     | 44,96 | 27,73 | 5,88  | 10,50 | 4,20  | 2,94 | 238      |
| Nossa Senhora das Neves     | 37,31 | 32,00 | 9,22  | 10,41 | 3,58  | 1,74 | 922      |
| Quintos                     | 38,54 | 40,00 | 4,88  | 6,83  | 5,85  | 1,46 | 205      |
| Salvada                     | 29,31 | 46,84 | 8,56  | 4,91  | 4,21  | 2,81 | 713      |
| Santa Clara de Louredo      | 34,31 | 41,42 | 3,97  | 12,34 | 2,93  | 2,00 | 478      |
| Santa Vitória               | 34,07 | 41,42 | 7,84  | 7,60  | 5,15  | 1,72 | 408      |
| São Brissos                 | 21,43 | 62,50 | 7,14  | 7,14  | 0     | 1,79 | 56       |
| São Matias                  | 49,07 | 18,94 | 16,15 | 7,76  | 4,97  | 1,24 | 322      |
| Trigaches                   | 44,59 | 27,39 | 7,64  | 6,37  | 6,05  | 2,55 | 314      |
| Trindade                    | 34,97 | 36,81 | 4,29  | 7,98  | 6,75  | 3,07 | 163      |
| Beja                        | 31,88 | 27,87 | 16,58 | 11,64 | 6,95  | 1,17 | 18 752   |

#### Albernoa
| Partido                 | Partido                        | Votos | %               | +/-   |
| ----------------------- | ------------------------------ | ----- | --------------- | ----- |
|                         | Coligação Democrática Unitária | 187   | 41,83 / 100,00  | 11,37 |
|                         | Partido Socialista             | 159   | 35,57 / 100,00  | 16,32 |
|                         | Partido Social Democrata       | 37    | 8,28 / 100,00   | 1,17  |
|                         | Bloco de Esquerda              | 28    | 6,26 / 100,00   | 3,11  |
|                         | CDS – Partido Popular          | 16    | 3,58 / 100,00   | 2,53  |
|                         | PCTP/MRPP                      | 9     | 2,01 / 100,00   | 0,09  |
|                         | Outros                         | 2     | 0,44 / 100,00   |       |
| Votos Inválidos         | Votos Inválidos                | 9     | 2,01 / 100,00   | 0,54  |
| Total                   | Total                          | 447   | 100,00 / 100,00 |       |
| Eleitorado/Participação | Eleitorado/Participação        | 726   | 61,57 / 100,00  | 0,82  |

#### Baleizão
| Partido                 | Partido                        | Votos | %               | +/-   |
| ----------------------- | ------------------------------ | ----- | --------------- | ----- |
|                         | Coligação Democrática Unitária | 307   | 55,22 / 100,00  | 2,41  |
|                         | Partido Socialista             | 93    | 16,73 / 100,00  | 10,93 |
|                         | Bloco de Esquerda              | 92    | 16,55 / 100,00  | 7,02  |
|                         | Partido Social Democrata       | 35    | 6,29 / 100,00   | 1,60  |
|                         | CDS – Partido Popular          | 12    | 2,16 / 100,00   | 0,75  |
|                         | Outros                         | 9     | 1,62 / 100,00   |       |
| Votos Inválidos         | Votos Inválidos                | 8     | 1,44 / 100,00   | 0,18  |
| Total                   | Total                          | 556   | 100,00 / 100,00 |       |
| Eleitorado/Participação | Eleitorado/Participação        | 969   | 57,38 / 100,00  | 5,86  |

#### Beja (Salvador)
| Partido                 | Partido                        | Votos | %               | +/-   |
| ----------------------- | ------------------------------ | ----- | --------------- | ----- |
|                         | Partido Socialista             | 1 023 | 32,78 / 100,00  | 16,04 |
|                         | Coligação Democrática Unitária | 662   | 21,21 / 100,00  | 2,38  |
|                         | Partido Social Democrata       | 597   | 19,13 / 100,00  | 1,83  |
|                         | Bloco de Esquerda              | 415   | 13,30 / 100,00  | 5,31  |
|                         | CDS – Partido Popular          | 248   | 7,95 / 100,00   | 4,60  |
|                         | Outros                         | 70    | 2,24 / 100,00   |       |
| Votos Inválidos         | Votos Inválidos                | 106   | 3,39 / 100,00   | 0,99  |
| Total                   | Total                          | 3 121 | 100,00 / 100,00 |       |
| Eleitorado/Participação | Eleitorado/Participação        | 5 194 | 60,09 / 100,00  | 5,04  |

#### Beja (Santa Maria da Feira)
| Partido                 | Partido                        | Votos | %               | +/-   |
| ----------------------- | ------------------------------ | ----- | --------------- | ----- |
|                         | Partido Socialista             | 521   | 30,79 / 100,00  | 19,09 |
|                         | Coligação Democrática Unitária | 436   | 25,77 / 100,00  | 4,84  |
|                         | Partido Social Democrata       | 277   | 16,37 / 100,00  | 1,78  |
|                         | Bloco de Esquerda              | 246   | 14,54 / 100,00  | 8,32  |
|                         | CDS – Partido Popular          | 113   | 6,68 / 100,00   | 2,85  |
|                         | PCTP/MRPP                      | 18    | 1,06 / 100,00   | 0,61  |
|                         | Outros                         | 21    | 1,24 / 100,00   |       |
| Votos Inválidos         | Votos Inválidos                | 60    | 3,55 / 100,00   | 1,21  |
| Total                   | Total                          | 1 692 | 100,00 / 100,00 |       |
| Eleitorado/Participação | Eleitorado/Participação        | 3 187 | 53,09 / 100,00  | 4,91  |

#### Beja (Santiago Maior)
| Partido                 | Partido                        | Votos | %               | +/-   |
| ----------------------- | ------------------------------ | ----- | --------------- | ----- |
|                         | Coligação Democrática Unitária | 1 128 | 29,98 / 100,00  | 3,48  |
|                         | Partido Socialista             | 1 117 | 29,68 / 100,00  | 18,77 |
|                         | Bloco de Esquerda              | 561   | 14,91 / 100,00  | 7,50  |
|                         | Partido Social Democrata       | 530   | 14,08 / 100,00  | 3,63  |
|                         | CDS – Partido Popular          | 266   | 7,07 / 100,00   | 4,08  |
|                         | Outros                         | 80    | 2,13 / 100,00   |       |
| Votos Inválidos         | Votos Inválidos                | 81    | 2,15 / 100,00   | 0,17  |
| Total                   | Total                          | 3 763 | 100,00 / 100,00 |       |
| Eleitorado/Participação | Eleitorado/Participação        | 6 441 | 58,42 / 100,00  | 6,93  |

#### Beja (São João Baptista)
| Partido                 | Partido                        | Votos | %               | +/-   |
| ----------------------- | ------------------------------ | ----- | --------------- | ----- |
|                         | Partido Social Democrata       | 1 162 | 31,42 / 100,00  | 5,75  |
|                         | Partido Socialista             | 1 039 | 28,10 / 100,00  | 13,99 |
|                         | Coligação Democrática Unitária | 521   | 14,09 / 100,00  | 2,04  |
|                         | Bloco de Esquerda              | 418   | 11,30 / 100,00  | 4,57  |
|                         | CDS – Partido Popular          | 383   | 10,36 / 100,00  | 1,41  |
|                         | Outros                         | 60    | 1,62 / 100,00   |       |
| Votos Inválidos         | Votos Inválidos                | 115   | 3,11 / 100,00   | 0,25  |
| Total                   | Total                          | 3 698 | 100,00 / 100,00 |       |
| Eleitorado/Participação | Eleitorado/Participação        | 5 537 | 66,79 / 100,00  | 3,80  |

#### Beringel
| Partido                 | Partido                        | Votos | %               | +/-   |
| ----------------------- | ------------------------------ | ----- | --------------- | ----- |
|                         | Partido Socialista             | 310   | 38,13 / 100,00  | 20,24 |
|                         | Coligação Democrática Unitária | 239   | 29,40 / 100,00  | 9,31  |
|                         | Partido Social Democrata       | 98    | 12,05 / 100,00  | 0,78  |
|                         | CDS – Partido Popular          | 65    | 8,00 / 100,00   | 5,43  |
|                         | Bloco de Esquerda              | 58    | 7,13 / 100,00   | 3,56  |
|                         | Outros                         | 17    | 2,09 / 100,00   |       |
| Votos Inválidos         | Votos Inválidos                | 26    | 3,19 / 100,00   | 1,51  |
| Total                   | Total                          | 813   | 100,00 / 100,00 |       |
| Eleitorado/Participação | Eleitorado/Participação        | 1 400 | 58,07 / 100,00  | 7,00  |

#### Cabeça Gorda
| Partido                 | Partido                        | Votos | %               | +/-   |
| ----------------------- | ------------------------------ | ----- | --------------- | ----- |
|                         | Coligação Democrática Unitária | 361   | 42,82 / 100,00  | 14,06 |
|                         | Partido Socialista             | 308   | 36,54 / 100,00  | 20,54 |
|                         | Partido Social Democrata       | 65    | 7,71 / 100,00   | 2,09  |
|                         | Bloco de Esquerda              | 42    | 4,98 / 100,00   | 2,85  |
|                         | CDS – Partido Popular          | 34    | 4,03 / 100,00   | 2,68  |
|                         | PCTP/MRPP                      | 16    | 1,90 / 100,00   | 1,36  |
|                         | Outros                         | 9     | 1,07 / 100,00   |       |
| Votos Inválidos         | Votos Inválidos                | 8     | 0,95 / 100,00   | 0,06  |
| Total                   | Total                          | 843   | 100,00 / 100,00 |       |
| Eleitorado/Participação | Eleitorado/Participação        | 1 427 | 59,07 / 100,00  | 3,43  |

#### Mombeja
| Partido                 | Partido                        | Votos | %               | +/-   |
| ----------------------- | ------------------------------ | ----- | --------------- | ----- |
|                         | Partido Socialista             | 107   | 44,96 / 100,00  | 23,65 |
|                         | Coligação Democrática Unitária | 66    | 27,73 / 100,00  | 11,14 |
|                         | Bloco de Esquerda              | 25    | 10,50 / 100,00  | 6,02  |
|                         | Partido Social Democrata       | 14    | 5,88 / 100,00   | 2,74  |
|                         | CDS – Partido Popular          | 10    | 4,20 / 100,00   | 1,51  |
|                         | PCTP/MRPP                      | 7     | 2,94 / 100,00   | 1,15  |
|                         | Outros                         | 2     | 0,84 / 100,00   |       |
| Votos Inválidos         | Votos Inválidos                | 7     | 2,94 / 100,00   | 0,69  |
| Total                   | Total                          | 238   | 100,00 / 100,00 |       |
| Eleitorado/Participação | Eleitorado/Participação        | 328   | 72,56 / 100,00  | 6,78  |

#### Nossa Senhora das Neves
| Partido                 | Partido                        | Votos | %               | +/-   |
| ----------------------- | ------------------------------ | ----- | --------------- | ----- |
|                         | Partido Socialista             | 344   | 37,31 / 100,00  | 23,64 |
|                         | Coligação Democrática Unitária | 295   | 32,00 / 100,00  | 9,14  |
|                         | Bloco de Esquerda              | 96    | 10,41 / 100,00  | 6,51  |
|                         | Partido Social Democrata       | 85    | 9,22 / 100,00   | 3,22  |
|                         | CDS – Partido Popular          | 33    | 3,58 / 100,00   | 2,15  |
|                         | PCTP/MRPP                      | 16    | 1,74 / 100,00   | 0,36  |
|                         | Outros                         | 12    | 1,31 / 100,00   |       |
| Votos Inválidos         | Votos Inválidos                | 41    | 4,45 / 100,00   | 2,55  |
| Total                   | Total                          | 922   | 100,00 / 100,00 |       |
| Eleitorado/Participação | Eleitorado/Participação        | 1 641 | 56,19 / 100,00  | 5,25  |

#### Quintos
| Partido                 | Partido                        | Votos | %               | +/-  |
| ----------------------- | ------------------------------ | ----- | --------------- | ---- |
|                         | Coligação Democrática Unitária | 82    | 40,00 / 100,00  | 1,54 |
|                         | Partido Socialista             | 79    | 38,54 / 100,00  | 8,39 |
|                         | Bloco de Esquerda              | 14    | 6,83 / 100,00   | 5,02 |
|                         | CDS – Partido Popular          | 12    | 5,85 / 100,00   | 2,68 |
|                         | Partido Social Democrata       | 10    | 4,88 / 100,00   | 3,26 |
|                         | PCTP/MRPP                      | 3     | 1,46 / 100,00   | 1,46 |
|                         | Outros                         | 1     | 0,49 / 100,00   |      |
| Votos Inválidos         | Votos Inválidos                | 4     | 1,95 / 100,00   | 0,59 |
| Total                   | Total                          | 205   | 100,00 / 100,00 |      |
| Eleitorado/Participação | Eleitorado/Participação        | 304   | 67,43 / 100,00  | 0,26 |

#### Salvada
| Partido                 | Partido                        | Votos | %               | +/-  |
| ----------------------- | ------------------------------ | ----- | --------------- | ---- |
|                         | Coligação Democrática Unitária | 334   | 46,84 / 100,00  | 2,19 |
|                         | Partido Socialista             | 209   | 29,31 / 100,00  | 9,37 |
|                         | Partido Social Democrata       | 61    | 8,56 / 100,00   | 0,57 |
|                         | Bloco de Esquerda              | 35    | 4,91 / 100,00   | 2,48 |
|                         | CDS – Partido Popular          | 30    | 4,21 / 100,00   | 1,93 |
|                         | PCTP/MRPP                      | 20    | 2,81 / 100,00   | 0,53 |
|                         | Outros                         | 10    | 1,40 / 100,00   |      |
| Votos Inválidos         | Votos Inválidos                | 14    | 1,96 / 100,00   | 0,96 |
| Total                   | Total                          | 713   | 100,00 / 100,00 |      |
| Eleitorado/Participação | Eleitorado/Participação        | 1 035 | 68,89 / 100,00  | 3,44 |

#### Santa Clara de Louredo
| Partido                 | Partido                        | Votos | %               | +/-   |
| ----------------------- | ------------------------------ | ----- | --------------- | ----- |
|                         | Coligação Democrática Unitária | 198   | 41,42 / 100,00  | 9,20  |
|                         | Partido Socialista             | 164   | 34,31 / 100,00  | 18,93 |
|                         | Bloco de Esquerda              | 59    | 12,34 / 100,00  | 6,05  |
|                         | Partido Social Democrata       | 19    | 3,97 / 100,00   | 0,83  |
|                         | CDS – Partido Popular          | 14    | 2,93 / 100,00   | 1,55  |
|                         | PCTP/MRPP                      | 11    | 2,30 / 100,00   | 0,53  |
|                         | Outros                         | 5     | 1,05 / 100,00   |       |
| Votos Inválidos         | Votos Inválidos                | 8     | 1,68 / 100,00   | 0,11  |
| Total                   | Total                          | 478   | 100,00 / 100,00 |       |
| Eleitorado/Participação | Eleitorado/Participação        | 680   | 70,29 / 100,00  | 2,11  |

#### Santa Vitória
| Partido                 | Partido                        | Votos | %               | +/-   |
| ----------------------- | ------------------------------ | ----- | --------------- | ----- |
|                         | Coligação Democrática Unitária | 160   | 41,42 / 100,00  | 5,87  |
|                         | Partido Socialista             | 139   | 34,07 / 100,00  | 15,47 |
|                         | Partido Social Democrata       | 32    | 7,84 / 100,00   | 1,42  |
|                         | Bloco de Esquerda              | 31    | 7,60 / 100,00   | 3,70  |
|                         | CDS – Partido Popular          | 21    | 5,15 / 100,00   | 2,63  |
|                         | PCTP/MRPP                      | 7     | 1,72 / 100,00   | 0,80  |
|                         | Outros                         | 4     | 0,98 / 100,00   |       |
| Votos Inválidos         | Votos Inválidos                | 5     | 1,23 / 100,00   | 0,08  |
| Total                   | Total                          | 408   | 100,00 / 100,00 |       |
| Eleitorado/Participação | Eleitorado/Participação        | 641   | 63,65 / 100,00  | 2,01  |

#### São Brissos
| Partido                 | Partido                        | Votos | %               | +/-   |
| ----------------------- | ------------------------------ | ----- | --------------- | ----- |
|                         | Coligação Democrática Unitária | 35    | 62,50 / 100,00  | 11,75 |
|                         | Partido Socialista             | 12    | 21,43 / 100,00  | 15,88 |
|                         | Partido Social Democrata       | 4     | 7,14 / 100,00   | 1,17  |
|                         | Bloco de Esquerda              | 4     | 7,14 / 100,00   | 2,66  |
|                         | PCTP/MRPP                      | 1     | 1,79 / 100,00   | 1,79  |
|                         | Outros                         | 0     | 0,00 / 100,00   |       |
| Votos Inválidos         | Votos Inválidos                | 0     | 0,00 / 100,00   | 1,49  |
| Total                   | Total                          | 56    | 100,00 / 100,00 |       |
| Eleitorado/Participação | Eleitorado/Participação        | 87    | 64,37 / 100,00  | 3,31  |

#### São Matias
| Partido                 | Partido                        | Votos | %               | +/-  |
| ----------------------- | ------------------------------ | ----- | --------------- | ---- |
|                         | Partido Socialista             | 158   | 49,07 / 100,00  | 8,91 |
|                         | Coligação Democrática Unitária | 61    | 18,94 / 100,00  | 2,69 |
|                         | Partido Social Democrata       | 52    | 16,15 / 100,00  | 0,10 |
|                         | Bloco de Esquerda              | 25    | 7,76 / 100,00   | 5,52 |
|                         | CDS – Partido Popular          | 16    | 4,97 / 100,00   | 2,17 |
|                         | PCTP/MRPP                      | 4     | 1,24 / 100,00   | 0,72 |
|                         | Outros                         | 2     | 0,62 / 100,00   |      |
| Votos Inválidos         | Votos Inválidos                | 4     | 1,24 / 100,00   | 0,12 |
| Total                   | Total                          | 322   | 100,00 / 100,00 |      |
| Eleitorado/Participação | Eleitorado/Participação        | 541   | 59,52 / 100,00  | 5,39 |

#### Trigaches
| Partido                 | Partido                        | Votos | %               | +/-   |
| ----------------------- | ------------------------------ | ----- | --------------- | ----- |
|                         | Partido Socialista             | 140   | 44,59 / 100,00  | 21,31 |
|                         | Coligação Democrática Unitária | 86    | 27,39 / 100,00  | 10,01 |
|                         | Partido Social Democrata       | 24    | 7,64 / 100,00   | 2,07  |
|                         | Bloco de Esquerda              | 20    | 6,37 / 100,00   | 1,12  |
|                         | CDS – Partido Popular          | 19    | 6,05 / 100,00   | 3,75  |
|                         | PCTP/MRPP                      | 8     | 2,55 / 100,00   | 1,89  |
|                         | Outros                         | 5     | 1,60 / 100,00   |       |
| Votos Inválidos         | Votos Inválidos                | 12    | 3,83 / 100,00   | 2,52  |
| Total                   | Total                          | 314   | 100,00 / 100,00 |       |
| Eleitorado/Participação | Eleitorado/Participação        | 494   | 63,56 / 100,00  | 4,52  |

#### Trindade
| Partido                 | Partido                        | Votos | %               | +/-   |
| ----------------------- | ------------------------------ | ----- | --------------- | ----- |
|                         | Coligação Democrática Unitária | 60    | 36,81 / 100,00  | 9,38  |
|                         | Partido Socialista             | 57    | 34,97 / 100,00  | 21,60 |
|                         | Bloco de Esquerda              | 13    | 7,98 / 100,00   | 3,98  |
|                         | CDS – Partido Popular          | 11    | 6,75 / 100,00   | 2,75  |
|                         | Partido Social Democrata       | 7     | 4,29 / 100,00   | 2,00  |
|                         | PCTP/MRPP                      | 5     | 3,07 / 100,00   | 1,93  |
|                         | Outros                         | 1     | 0,61 / 100,00   |       |
| Votos Inválidos         | Votos Inválidos                | 9     | 5,52 / 100,00   | 4,95  |
| Total                   | Total                          | 163   | 100,00 / 100,00 |       |
| Eleitorado/Participação | Eleitorado/Participação        | 255   | 63,92 / 100,00  | 4,19  |